# Frank Schaeffer
Frank Schaeffer (* 3. August 1952 in Champéry, Schweiz) ist ein US-amerikanischer Drehbuchautor, Filmregisseur, Maler und Redner, der sich von seinem ursprünglichen evangelikalen Christentum seiner Eltern nach dem Tod seines Vaters Francis Schaeffer 1984 abwandte, was er seitdem in seinen Vorträgen und Büchern thematisiert und begründet hat. Er bezeichnete sich seither als christlicher Atheist, der Religion nicht mag und trotzdem an Gott glaubt.

## Leben
Frank Schaeffer ist der Sohn des bekannten und einflussreichen presbyterianischen Theologen und Apologeten Francis Schaeffer (1912–1984) und dessen Frau Edith Schaeffer-Seville (1915–2014), die die Tochter eines China-Missionars war. Er wuchs zusammen mit seinen Schwestern vorwiegend in einem Bergdorf in der Westschweiz, in Huémoz-sur-Ollon auf, wo seine Eltern 1955 das christliche Gemeinschaftszentrum L’Abri für junge Intellektuelle gegründet hatten und führten. Dieses spezielle Umfeld und eine erlittene Kinderlähmung prägten ihn nachhaltig. Er wurde zuerst Zuhause unterrichtet, besuchte dann Schulen in England und Wales und studierte Kunst in Genf. Er arbeitete als Maler und hatte beachtete Ausstellungen in Genf, London und New York.
Noch unter dem Einfluss seines Vaters drehte er Filme und schrieb Bücher über theologische, philosophische, künstlerische, kulturelle, geschichtliche und politische Themen. Nach 1973, als das Oberste Gericht in den USA ein verfassungsmässiges Recht auf Abtreibung anerkannte, drängte Frank seinen Vater, diesen Entscheid als unmoralisch und willkürlich zu kritisieren. Erst dadurch kam die Kritik an der Abtreibung in die zehnteilige Dokumentarfilmreihe Wie können wir denn leben? (englisch: How should we then live?) von 1976. 1979 folgte der Film des Buches Whatever Happened to the Human Race? (deutsch: Was ereignet sich mit dem Menschen?), der eine christliche Antwort seines Vaters und seines Freundes Surgeon General Dr. Everett Koop war.
Nach dem Tod seines Vaters 1984 wandte sich Schaeffer vom bisherigen evangelikalen Glauben, Überzeugungen und Werten seiner Eltern ab, und trat nach einem längeren persönlichen Prozess 1990 der orthodoxen Kirche bei, weil ihn deren Widersprüche und Mysterien faszinierten. Er konvertierte 1992 in Newburyport, Massachusetts, zur griechisch-orthodoxen Kirche.
Schaeffer veröffentlichte unter anderem 2007 bis 2011 seine Gott-Trilogie. Sein erstes Werk war seine Autobiographie mit dem Titel Crazy for God: How I Grew Up as One of the Elect, Helped Found the Religious Right, and Lived to Take All (or Almost All) of It Back. (deutsch: Verrückt für Gott: Wie ich als einer der Auserwählten aufgewachsen bin...) Er schrieb darin, was es hieß, in der frommen Familie Schaeffer und in der christlichen Gemeinschaft von L’Abri aufgewachsen zu sein. 2009 erschien dann Geduld mit Gott. Glaube für Menschen, die Religion und Atheismus nicht mögen. Er kritisierte darin sowohl christliche Fundamentalisten als auch die neuen Atheisten, nahm eine Zwischenposition ein und bezeichnete sich als „christlichen Atheisten“. 2011 veröffentlichte er die Abhandlung mit dem Titel Sex, Mama und Gott, in der er seine Eltern beschrieb und nachzeichnete, welche Rolle sie beim Aufstieg der US-amerikanischen religiösen Rechten gespielt hatten. Er argumentierte, dass die Angst vor der weiblichen Sexualität eine ursächliche Bedeutung für die religiöse Rechte habe und speziell ihre Position zum Schwangerschaftsabbruch beeinflusst hätte.

## Privates
Schaeffer ist verheiratet mit Genie Walsh, die er 1969 in der L’Abri-Gemeinschaft im schweizerischen Huémoz kennengelernt hatte. Sie haben mehrere Kinder und leben in der Nähe von Boston an der Ostküste der USA.

## Bücher

### In englischer Sprache
- A Time for Anger: The Myth of Neutrality, Crossway, Westchester 1982.
- Addicted to Mediocrity: 20th Century Christians and the Arts, Crossway, Westchester 1982.
- Bad News for Modern Man (as Franky Schaeffer), Crossway, Westchester 1984.
- A Modest Proposal, mit Harold Fickett. Crossway, Westchester 1984.
- Is Capitalism Christian? (Hg.) Crossway, Westchester 1985, ISBN 978-0-89107-362-8.
- Sham Pearls for Real Swine, Wolgemuth & Hyatt, Brentwood 1990.
- Portofino, Novelle, 1. Calvin Becker-Trilogie, Macmillan, New York 1992, ISBN 978-0-7867-1716-3.
- Dancing Alone: The Quest for Orthodox Faith in the Age of False Religion, Holy Cross, Brookline 1994.
- Letters to Father Aristotle, Regina, Salisbury 1995.
- Saving Grandma, Novelle, 2. Calvin Becker-Trilogie, Berkley, New York 1997.
- Keeping Faith: A Father-Son Story about Love and the U.S. Marine Corps, 1. Militär-Trilogie, mit seinem Sohn John Schaeffer. Carol & Graf, New York 2002.
- Zermatt. Novelle, 3. Calvin Becker-Trilogie. Carol & Graf, New York 2003, ISBN 978-0-7867-1259-5.
- Faith of Our Sons: Voices From the American Homefront — The Wartime Diary of a Marine's Father, 2. Militär-Trilogie, Carol & Graf, New York 2004.
- Voices from the Front: Letters Home From American's Military Family, 3. Militär-Trilogie, Carol & Graf, New York 2004, ISBN 978-0-7867-1462-9.
- Baby Jack, Novelle, Carol & Graf, New York 2006.
- AWOL: The Unexcused Absence of America's Upper Classes from Military Service—and How It Hurts Our Country, mit Kathy Roth-Douquet, HarperCollins, New York 2006, ISBN 978-0-06-088859-6.
- Crazy for God: How I Grew Up as One of the Elect, Helped Found the Religious Right, and Lived to Take All (or Almost All) of It Back, Carol & Graf, New York 2007, ISBN 978-0-7867-1891-7.
- How Free People Move Mountains: A Male Christian Conservative and a Female Jewish Liberal on a Quest for Common Purpose and Meaning, mit Kathy Roth-Douquet, HarperCollins, New York 2008, ISBN 978-0-06-123352-4.
- Patience with God: Faith for People who don't Like Religion (or Atheism), Da Capo, Cambridge 2009. ISBN 978-0-306-81854-7.
- Sex, Mom, and God: How the Bible's strange take on Sex led to crazy politics and how I learned to love women (and Jesus) anyway. Da Capo, Cambridge 2011, ISBN 978-0-306-81928-5.
- And God Said, "Billy", Outskirts, Colorado 2013, ISBN 978-1-4787-0001-2.
- Why I Am a Atheist Who Believes in God. How to give love, create beauty and find peace, CreateSpace Independent Publishing Platform, 2014.

### Als deutsche Übersetzung
- Calvin oder wie ich versuchte, meine Grossmutter zu bekehren, Eichborn 2000, ISBN 978-3-8218-0812-3 (Taschenbuch: Ullstein 2001, ISBN 978-3-548-25167-7).
- Portofino, Heyne 2002, ISBN 978-3-453-19944-6.

## Filme
- How should we then live? The rise and decline of western thought and culture. 1976. Schaeffer produzierte eine Filmserie des Buchs seines Vaters Francis Schaeffer mit dem Titel: Wie können wir den Leben? Aufstieg und Niedergang der westlichen Kultur.
- Whatever Happened to the Human Race? 1979. Eine christliche Antwort auf Abtreibung, Euthanasie und Kindstötung, erzählt von Francis Schaeffer und Surgeon General Dr. Everett Koop; die auf einem Buch mit dem gleichen Titel basiert.
- Wired to Kill. 1986. Drehbuch und Regisseur. Post-apokalyptischer Actionfilm mit Devin Hoelscher und Merritt Butrick.
- Headhunter. 1989. Regisseur. Okkulter Horrorfilm mit John Fatooh, June Chadwick und Steve Kanaly.
- Rising Storm. 1990. Regisseur. Futuristischer Actionfilm mit Zach Galligan und June Chadwick.
- Baby on Board. 1992. Regisseur. Klamaukkomödie mit Judge Reinhold und Carol Kane.